# カンピオナート・アマゾネンセ
カンピオナート・アマゾネンセ (Campeonato Amazonense) は、ブラジル・アマゾナス州のサッカーリーグである。アマゾナス州サッカー連盟 (Federação Amazonense de Futebol, FAF) が主催する。日本ではアマゾナス州選手権の名称で紹介されることが多い。

## 大会方式
2016年シーズン
- ファーストステージ - 7チームによる2回総当たりのリーグ戦を行う。上位4チームがセカンドステージへ進み、最下位のクラブは2部へ降格する。
- セカンドステージ - 準決勝・決勝共にファーストステージ上位チームのホームゲームで開催され、一発勝負で決する。

※ブラジルのほかの州選手権と同様に、大会方式は毎年変わり得る。

## 参加クラブ
2016年シーズン 1部
- マナウス（ポルトガル語版）
- ファスト・クルーベ（ポルトガル語版）
- ナシオナル
- ナシオナル・ボルレンセ（ポルトガル語版）
- プリンセーザ（ポルトガル語版）
- リオ・ネグロ（ポルトガル語版）
- サン・ライムンド（ポルトガル語版）

## 歴代優勝クラブ
- 1914 マナオス・アスレチック
- 1915 マナオス・アスレチック
- 1916 ナシオナル
- 1917 ナシオナル
- 1918 ナシオナル
- 1919 ナシオナル
- 1920 ナシオナル
- 1921 リオ・ネグロ
- 1922 ナシオナル
- 1923 ナシオナル
- 1924 不開催
- 1925 不開催
- 1926 リオ・ネグロ
- 1927 リオ・ネグロ
- 1928 クルゼイロ・ド・スル
- 1929 マナオス・スポルチング
- 1930 クルゼイロ・ド・スル
- 1931 リオ・ネグロ
- 1932 リオ・ネグロ
- 1933 ナシオナル
- 1934 ポルトゥゲーザ
- 1935 ポルトゥゲーザ
- 1936 ナシオナル
- 1937 ナシオナル
- 1938 リオ・ネグロ
- 1939 ナシオナル
- 1940 リオ・ネグロ
- 1941 ナシオナル
- 1942 ナシオナル
- 1943 リオ・ネグロ

- 1944 オリンピコ
- 1945 ナシオナル
- 1946 ナシオナル
- 1947 オリンピコ
- 1948 ファスト・クルーベ
- 1949 ファスト・クルーベ
- 1950 ナシオナル
- 1951 アメリカ
- 1952 アメリカ
- 1953 アメリカ
- 1954 アメリカ
- 1955 ファスト・クルーベ
- 1956 アウト・エスポルテ
- 1957 ナシオナル
- 1958 サントス
- 1959 アウト・エスポルテ
- 1960 ファスト・クルーベ
- 1961 サン・ライムンド
- 1962 リオ・ネグロ
- 1963 ナシオナル
- 1964 ナシオナル
- 1965 リオ・ネグロ
- 1966 サン・ライムンド
- 1967 オリンピコ
- 1968 ナシオナル
- 1969 ナシオナル
- 1970 ファスト・クルーベ
- 1971 ファスト・クルーベ
- 1972 ナシオナル
- 1973 ロドヴィアリア

- 1974 ナシオナル
- 1975 リオ・ネグロ
- 1976 ナシオナル
- 1977 ナシオナル
- 1978 ナシオナル
- 1979 ナシオナル
- 1980 ナシオナル
- 1981 ナシオナル
- 1982 リオ・ネグロ
- 1983 ナシオナル
- 1984 ナシオナル
- 1985 ナシオナル
- 1986 ナシオナル
- 1987 リオ・ネグロ
- 1988 リオ・ネグロ
- 1989 リオ・ネグロ
- 1990 リオ・ネグロ
- 1991 ナシオナル
- 1992 スル・アメリカ
- 1993 スル・アメリカ
- 1994 アメリカ
- 1995 ナシオナル
- 1996 ナシオナル
- 1997 サン・ライムンド
- 1998 サン・ライムンド
- 1999 サン・ライムンド
- 2000 ナシオナル
- 2001 リオ・ネグロ
- 2002 ナシオナル
- 2003 ナシオナル

- 2004 サン・ライムンド
- 2005 グレミオ・コアリエンセ
- 2006 サン・ライムンド
- 2007 ナシオナル
- 2008 オランダ
- 2009 アメリカ
- 2010 ペナロル
- 2011 ペナロル
- 2012 ナシオナル
- 2013 プリンセーザ
- 2014 ナシオナル
- 2015 ナシオナル
- 2016 ファスト・クルーベ

## クラブ別優勝回数
| クラブ                 | 優勝 | 優勝年 |
| ---------------------- | ---- | --- |
| ナシオナル             | 43   | 1916, 1917, 1918, 1919, 1920, 1922, 1923, 1933, 1936, 1937, 1939, 1941, 1942, 1945, 1946, 1950, 1957, 1963, 1964, 1968, 1969, 1972, 1974, 1976, 1977, 1978, 1979, 1980, 1981, 1983, 1984, 1985, 1986, 1991, 1995, 1996, 2000, 2002, 2003, 2007, 2012, 2014, 2015 |
| リオ・ネグロ           | 17   | 1921, 1926, 1927, 1931, 1932, 1938, 1940, 1943, 1962, 1965, 1975, 1982, 1987, 1988, 1989, 1990, 2001 |
| サン・ライムンド       | 7    | 1961, 1966, 1997, 1998, 1999, 2004, 2006 |
| ファスト・クルーベ     | 7    | 1948, 1949, 1955, 1960, 1970, 1971, 2016 |
| アメリカ               | 6    | 1951, 1952, 1953, 1954, 1994, 2009 |
| オリンピコ             | 3    | 1944, 1947, 1967 |
| マナオス・アスレチック | 2    | 1914, 1915 |
| クルゼイロ・ド・スル   | 2    | 1928, 1930 |
| ポルトゥゲーザ         | 2    | 1934, 1935 |
| アウト・エスポルテ     | 2    | 1956, 1959 |
| スル・アメリカ         | 2    | 1992, 1993 |
| ペナロル               | 2    | 2010, 2011 |
| マナオス・スポルチング | 1    | 1929 |
| サントス               | 1    | 1958 |
| ロドヴィアリア         | 1    | 1973 |
| グレミオ・コアリエンセ | 1    | 2005 |
| オランダ               | 1    | 2008 |
| プリンセーザ           | 1    | 2013 |